# أبيردينشير الغربية وكينكاردين (دائرة انتخابية في المملكة المتحدة)
أبيردينشير الغربية وكينكاردين (بالإنجليزية: West Aberdeenshire and Kincardine)‏ هي إحدى الدوائر الانتخابية في المملكة المتحدة الممثلة في مجلس العموم في برلمان المملكة المتحدة.
عضو البرلمان الذي يمثلها حالياً هو :Sir Robert Smith (LD).